# إثميا
الإثميا (الاسم العلمي: Ethmia) هي جنس من الحشرات تتبع الفصيلة الألاشستيات من رتبة حرشفيات الأجنحة.

## أنواع الإثميا
- إثميا أسامية
- إثميا بيضاء
- إثميا دكاريانية
- إثميا ذات سبع نقط
- إثميا ثنائية النقط
- إثميا سيبيرية
- إثميا عملاقة
- إثميا كوبية
- إثميا مبقعة
- إثميا متباعدة
- إثميا متفجعة
- إثميا مزدوجة
- إثميا مسننة
- إثميا مكللة
- إثميا منفتقة
- إثميا مونغولية
- إثميا نبيلة
- إثميا يابانية